# Paranisopodus
Paranisopodus is een kevergeslacht uit de familie van de boktorren (Cerambycidae). De wetenschappelijke naam van het geslacht werd voor het eerst geldig gepubliceerd in 1976 door Monné & Martins.

## Soorten
Paranisopodus omvat de volgende soorten:
- Paranisopodus araguaensis Monné M. L. & Monné M. A., 2007
- Paranisopodus genieri Monné M. L. & Monné M. A., 2007
- Paranisopodus granulosus Monné M. L. & Monné M. A., 2007
- Paranisopodus heterotarsus Monné & Martins, 1976
- Paranisopodus hovorei Monné M. L. & Monné M. A., 2007
- Paranisopodus paradoxus Monné & Martins, 1976
- Paranisopodus peruanus Monné M. L. & Monné M. A., 2007